# Matteo Montaguti

Matteo Montaguti (Meldola, Forlì, 6 de janeiro de 1984), é um ciclista profissional italiano que estreiou no ano 2008 com a equipa LPR Brakes, e que agora é membro da equipa francêsa Ag2r La Mondiale.

## Biografia
Dantes de passar ao profissionalismo destacou como pistard, onde obteve notáveis resultados em campeonatos italianos e europeus.
Na Volta a Espanha de 2011 teve uma aceitável actuação ao ser protagonista de umas quantas fugas para tentar conseguir o maillot da montanha que chegou a vestir um dia ainda que à posteori não pôde conseguir. Finalizou 2º em dita classificação, só superado pelo quatro vezes vencedor de dito maillot e destacado escalador francês David Moncoutié.
Vencedor do maillot da montanha na Volta à Suíça de 2012.

## Palmarés

### Pista
2007 (como amador)
- Campeonato da Itália em Perseguição por equipas (fazendo equipa com Alessandro De Marchi, Giairo Ermeti e Claudio Cucinotta)

### Estrada
2010
- Giro de Reggio Calabria, mais 1 etapa

2017
- 1 etapa do Tour dos Alpes

## Resultados nas Grandes Voltas
| Corrida            | 2008 | 2009 | 2010 | 2011 | 2012 | 2013 | 2014 | 2015 | 2016 | 2017 | 2018 |
| ------------------ | ---- | ---- | ---- | ---- | ---- | ---- | ---- | ---- | ---- | ---- | ---- |
| Volta a Itália     | -    | 143º | -    | 77º  | 81º  | -    | 44º  | 54º  | 19º  | 51º  | 42º  |
| Tour de France     | -    | -    | -    | -    | -    | -    | 66º  | -    | -    | -    | -    |
| Volta a Espanha    | -    | -    | -    | 76º  | 72º  | Ab.  | -    | 41°  | -    | -    | -    |
| Mundial em Estrada | -    | -    | -    | -    | -    | -    | -    | -    | -    | -    | -    |

-: não participa

Ab.: abandono

## Equipas
- LPR Brakes (2008-2009)
- De Rosa-Stac Plastic (2010)
- Ag2r La Mondiale (2011-)